# マーク・ピーティー
マーク・ピーティー（Mark R. Peattie、1930年5月3日、フランスのニース生まれ。2014年1月22日、アメリカ合衆国カリフォルニア州サンラフェル死去）は、アメリカ合衆国の学者であり、ジャパノロジスト（日本学の研究者）。専門は近代日本軍事史、海軍史、および日本帝国の歴史である。

## 経歴
1951年、ポモナ・カレッジを卒業し、1952年にはスタンフォード大学より修士の学位を取得した。1955年から1968年にかけて、ピーティーはアメリカ合衆国広報文化交流局に勤務している。1972年、プリンストン大学は石原莞爾についての博士論文によって彼に博士号を授与した。その後、南洋諸島をはじめとする日本の植民地統治全般を研究対象とし、多くの研究成果によって当該分野のアメリカの代表的研究者となった。特に、レイモン・マイアーズ、ピーター・ドゥース両教授との共同編集による日本帝国主義三部作は、多面的な視点による多数の研究者の参加により、英語圏での日本植民地研究を主導する学績である。
1972年から1979年まではペンシルベニア州立大学の助教授、1979年から1982年まではカリフォルニア大学ロサンゼルス校客員助教授、1982年から1992年までマサチューセッツ大学ボストン校助教授などを経て、1993年からは同大学名誉教授およびスタンフォード大学フーヴァー戦争・革命・平和研究所の上級研究員の職に就いた。1995年にはハワイ大学客員教授を務めた。コロンビア大学出版、カリフォルニア大学出版、ハワイ大学出版、スタンフォード大学出版、ミシガン大学出版、米国海軍協会の出版物の校訂もおこなった。

## 主要著作
- 2002 – Sunburst: The Rise of Japanese Naval Air Power, 1909-1941
- 1998 – Nan'yō: the Rise and Fall of the Japanese in Micronesia, 1885-1945. Honolulu : University of Hawaii Press. ISBN 978-0-824-81087-0; OCLC 16578691
- 1997 – Kaigun: Strategy, Tactics, and Technology in the Imperial Japanese Navy, 1887-1941 (with David C. Evans). Annapolis, Maryland: U.S. Naval Institute Press.
- 1996 – The Japanese Wartime Empire, 1931-1945 (with Peter Duus and Ramon H. Myers). Princeton: Princeton University Press.
- 1989 – Japan's Informal Empire in China, 1895-1945 (with Peter Duus and Ramon H. Myers). Princeton: Princeton University Press.
- 1984 – The Japanese Colonial Empire, 1895-1945 (with Ramon H. Myers). Princeton: Princeton University Press.
- 1975 – Ishihara Kanji and Japan's Confrontation with the West.　Princeton University Press.／ 『「日米対決」と石原莞爾』大塚健洋ほか訳（たまいらぼ、1993）

- "Japanese Colonialism ：Discarding the Stereotypes", Japan Examined. Harry Wray and Hirary Conroy, eds. （University of Hawaii Press, 1983）
- "The Japanese Colonial Empire, 1895-1945", Cambridge History of Japan, Vol. VI. Peter Duus, ed. （Cambridge University Press, 1989）

- 大江志乃夫ほか編 編「日本植民地支配下のミクロネシア」『岩波講座 近代日本と植民地1 植民地帝国日本』岩波書店、1992年11月。ISBN 978-4-000-10481-4。
- 細谷千博ほか編 編「日中戦争・太平洋戦争期の日本の植民地帝国」『太平洋戦争』東京大学出版会、1993年7月。ISBN 978-4-130-36070-8。